# Alepes kleinii
Alepes kleinii  (лат.) — вид лучепёрых рыб из семейства ставридовых. Морские пелагические рыбы. Широко распространены в Индо-Тихоокеанской области. Максимальная длина тела 18,2 см.

## Описание
Тело овальной формы, сильно сжато с боков; вентральный профиль тела заметно более выпуклый по сравнению с верхним профилем. Высота тела составляет 36,9—40,4 % стандартной длины тела. Рыло заострённое. Длина головы составляет 22,8—26,4 % длины тела. Диаметр глаза немного превышает длину рыла. Жировое веко хорошо развито на задней части глаза. Верхняя челюсть широкая, немного вогнута в задней части; её окончание доходит до вертикали, проходящей через передний край глаза. Зубы на верхней челюсти расположены в два ряда; спереди 2 неправильных ряда коротких конических зубов, зубы во внутреннем ряду задней части челюсти тупые. Нижняя челюсть с одним рядом коротких конических зубов, спереди два коротких ряда. Есть мелкие зубы на сошнике, нёбных костях и языке. На первой жаберной дуге от 38 до 44 жаберных тычинок (включая рудиментарные), из них на верхней части 10—12, а на нижней — 27—32 тычинки. Край клейтрума гладкий, без сосочков. Два спинных плавника разделены заметным промежутком. В первом спинном плавнике 8 колючих лучей. Во втором спинном плавнике одна колючка и 23—26 мягких лучей. Колючий спинной плавник высокий, самый длинный колючий луч примерно равен длине самых длинных лучей в мягком спинном плавнике. В анальном плавнике 1 колючий и 19—22 мягких лучей, перед плавником расположены 2 колючки. Боковая линия делает высокую дугу в передней части, а затем идёт прямо до хвостового стебля. Переход изогнутой части боковой линии в прямую часть расположен на вертикали, проходящей в области между четвёртым и шестым мягким лучом второго спинного плавника. Длина хорды изогнутой части в 1,5—2,2 раза меньше длины прямой части. В выгнутой части боковой линии 32—46 чешуй и 0—2 костных щитка; в прямой части 0—2 чешуйки и 35—45 костных щитков. Хвостовой плавник серповидный. Позвонков: 10 туловищных и 14 хвостовых. 
Верхняя часть тела от голубовато-серого до зелёного цвета, бока и брюхо серебристые. По бокам тела выше боковой линии проходят тёмные полосы. Большое черное пятно на верхнем краю жаберной крышке и прилегающей области плеча. Хвостовой плавник от тёмно- до ярко-жёлтого цвета, верхняя лопасть с тёмной окантовкой. Остальные плавники в основном бледные или гиалиновые.
Максимальная длина тела 18,2 см, обычно до 14 см.

## Биология
Морские пелагические рыбы. Обитают в прибрежных водах на глубине от 0 до 40 м. Питаются планктонными ракообразными, икрой, личинками и молодью рыб. Самцы и самки A. kleinii впервые созревают при длине тела около 13 см. У берегов Индии нерестятся с января по сентябрь с двумя пиками в феврале и июне — августе. Пелагическая икра сферической формы, полупрозрачная, диаметром 0,58—0,61 мм. При вылуплении длина личинок составляет 1,13 мм. К концу первого года жизни молодь достигает длины 8,4 см.

## Ареал
Широко распространены в Индо-Тихоокеанской области от Персидского залива, Пакистана, Шри-Ланка и восточного побережья Индии до Филиппин, Папуа-Новая Гвинея, Тайваня, юга Японии и до Австралии (Западная Австралия и Квинсленд). Зафиксированы единичные случаи обнаружения данного вида в Средиземном море, куда они проникли через Суэцкий канал.